# 구로보즈
구로보즈(일본어: 黒坊主)는 일본 메이지 시대에 도쿄에 나타났다고 전해지는 요괴 혹은 쿠마노의 민화에 등장하는 요괴이다. 검은 승려복을 입은 중 모습의 요괴라고 한다.

## 개요

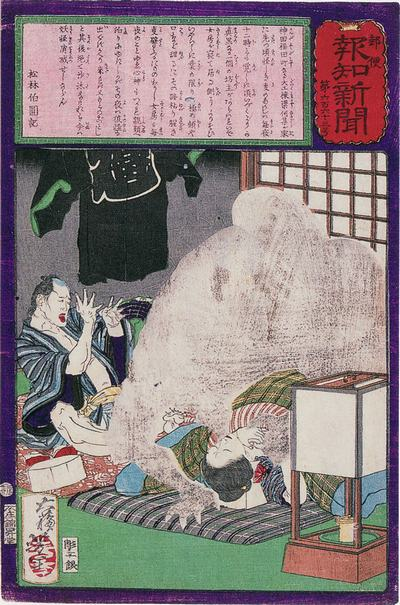
《유빈호치 신문》 제 663호 (그림:츠키오카 요시토시) </br> 쿠마노에서 여자를 습격한 구로보즈

《유빈호치 신문》 제 663호 기사에 의하면, 도쿄도 간다의 민가 침실에 매일밤 나타나 잠자는 여자의 숨을 빨아들이거나 입을 핥았다고 한다. 병이 되지 않을까 생각될 정도로 저속해, 견디기 힘들어 참지 못하고 친척집에 도망가면 그날 밤에 구로보즈는 나타나지 않다가 다시 집에 돌아오면 나타났다고 한다. 그러나 그 이야기도 점차 들리지 않게 된 것으로 보아 요괴는 사라진 것으로 보인다.
도쿄에 나타난 구로보즈의 모습은 이름대로 검은 승려복을 입은 중모습이거나 사람 눈에는 어렴풋이 보여 확실하지 않다고도 한다. 입술만 있다는 점을 보아 놋페라보의 일종이라는 설도 있다.
문헌에 의하면 도호쿠 지방의 요괴로 보이지만, 이것은 민속학자 후지사와 모리히코의 《요괴화담전집》에서 잠자는 사람의 숨결을 빼앗는 요괴로서 도호쿠 지방에 전해지는 야마치치가 이 구로보즈와 함께 게재되어 오해한 것이라 지적되고 있다.
또한 쿠마노의 나나가와(지금의 와카야마현)에서는 산속에서 사람을 덮치는 새까만 괴물을 구로보즈라 부르기도 하며, 어떤 이가 만났을 때에는 키가 3배로 늘어나 총으로 쏠 때마다 키가 점점 늘어나 거대한 괴물로 변하고, 도망갈 때는 날아가는 듯한 속도로 도망갔다고 한다. 마찬가지로 키가 늘어나는 요괴 타카보즈의 일종이라는 설도 있다.
이 외에도 오오뉴도나 우미보즈 등의 요괴의 별명으로, 구로보즈의 이름이 쓰인 적도 있다.